# Alphonse Indelicato
Alfonso Indelicato, soprannominato Sonny Red (New York, 25 febbraio 1931 – New York, 5 maggio 1981), è stato un mafioso statunitense, potente mafioso, capodecina della Famiglia Bonanno di New York.
Suo figlio è Anthony Indelicato, anche lui noto esponente della "Famiglia Bonanno" .

## Biografia
Nasce il 25 febbraio del 1931, a New York nel quartiere di Little Italy, da genitori emigrati dal paese di Siculiana, in provincia di Agrigento. Uomo tarchiato, con spalle ampie e busto scolpito, capelli scuri, possedeva sul braccio sinistro due tatuaggi: in uno era raffigurato un pugnale con due cuori, mentre l'altro riportava la scritta Holland 1945. Indossava sempre dei grossi occhiali da sole neri, e fu descritto dai vari pentiti di mafia come un mafioso irrispettoso e arrogante e dalla forte personalità, ma anche molto violento e spietato, soprattutto in gioventù.

### Legami familiari
Molti dei suoi familiari erano affiliati alla Mafia, tra cui un fratello più grande, Joseph detto "Bruno", anche lui importante "uomo d'onore" dei "Bonanno", suo cugino Joseph Indelicato, detto "Joe Scootch" anch'egli un mafioso di spicco della famiglia Gambino tra gli anni quaranta e cinquanta, ed inoltre era imparentato con Giuseppe Indelicato, importante mafioso e trafficante internazionale di eroina, della "Famiglia" Cuntrera-Caruana di Siculiana. All'inizio degli anni cinquanta, si sposa con la figlia del boss mafioso Charles Ruvolo, vecchio e potente capodecina della famiglia Bonanno. Nel 1956 nasce il suo primo figlio Anthony "Bruno" Indelicato, mafioso e futuro killer del boss Carmine Galante.

### Carriera criminale
Nel 1950 viene condannato a scontare 6 mesi di carcere per possesso di eroina. Il 26 dicembre del 1951, è coinvolto in una sparatoria in un circolo sociale, dove rimane ucciso un uomo, ed un altro ferito. Successivamente il ferito lo identifica come uno dei killer, così viene condannato con l'accusa di omicidio e tentato omicidio a 12 anni da scontare nel carcere di Sing Sing. Nel 1966, viene rilasciato sulla parola. Proprio in quel periodo gli investigatori lo sospettano coinvolto nel traffico di stupefacenti.
Da quel momento in poi, scalerà i vertici della famiglia Bonanno, diventandone uno dei capidecina più importanti e temuti, potere che durerà per circa 15 anni. Iniziò a costruire il suo impero, circondandosi di amici fidati, ed alleandosi con altri capidecina e soldati della sua cosca. Secondo gli investigatori era a capo di circa 12 "uomini d'onore" e di una quindicina di "associati", e coinvolto nel milionario traffico di eroina, traffico controllato principalmente dalle "Famiglie Siciliane". Nel 1976 appena ventenne con l'approvazione del capo della "Famiglia" riconobbe come "uomo d'onore" suo figlio Anthony, autista e guardaspalle.

### L'omicidio di Carmine Galante
Nel 1979 la "commissione di New York" e le Famiglie Siciliane implicate nel traffico di droga, ordinano l'omicidio del boss dei Bonanno, il vecchio Carmine Galante. Ad organizzarlo sono lo stesso Indelicato, Philip Giaccone e Dominick Trinchera, assieme agli altri capidecina Joseph Massino e Dominick Napolitano, questi ultimi due fedelissimi di Philip Rastelli, principale avversario di Galante per il controllo della "Famiglia" e del traffico di eroina. Ad eseguire materialmente l'omicidio all'interno di un ristorante di Brooklyn sono suo figlio, Anthony Indelicato, Louis Giongetti e presumibilmente Philip Giaccone. Con la morte di Galante il nuovo boss diviene Rastelli.

### L'eliminazione
Nel 1980 Indelicato e i suoi familiari vengono invitati al matrimonio del trafficante di eroina Giuseppe Bono, suo socio in affari e capo della "Famiglia" dei Bolognetta. Bono si sposa in un lussuoso albergo di New York, ed oltre a Indelicato sono presenti alcuni dei più importanti mafiosi Siciliani ed Italoamericani, come i Catalano, i Fidanzati, i Castronovo, gli Spatola, i Cuntrera-Caruana ed i Gambino. Alla fine del 1980, Indelicato e gli uomini del suo gruppo acquistano una partita di eroina del valore di 1,5 milioni di dollari da Gerlando Sciascia e Joseph Lo Presti, della fazione dei Bonanno di Montréal, rifiutandosi in seguito di pagare il debito. Indelicato entra così in rotta di collisione con Napolitano. Tutto ciò iniziò a preoccupare gli altri boss della "Famiglia", che credevano a ragione che Indelicato volesse prendere il controllo della "cosca".
Indelicato aveva dei solidi legami con i vertici delle altre quattro famiglie di New York, soprattutto con i Colombo e con Vincent Gigante, boss dei "Genovese". Indelicato era considerato pericoloso da altri due capidecina dei "Bonanno" come Joseph Massino e lo stesso Dominick Napolitano, fedelissimi del boss della "Famiglia" Philip Rastelli. Con lo schieramento di Indelicato si schierarono i capidecina: Trinchera, Giaccone, Cesare Bonventre e Frank Lino, mentre a sostegno di Rastelli c'erano i capidecina: Michael Sabella, Nicholas Marangello, Steven Maruca, Joseph Massino e Dominick Napolitano. Tuttavia Indelicato non voleva scatenare una guerra civile all'interno della "Famiglia", e quindi si incontrò con i lealisti di Rastelli per un accordo, ma la riappacificazione fallì, e Indelicato ed il suo schieramento si prepararono alla guerra.
Però la fazione di Rastelli, con un inganno, organizzò un'altra riunione di riappacificazione. Il 5 maggio del 1981, Indelicato, Trinchera, Giaccone e Frank Lino si presentarono alla riunione in un club di Brooklyn. La mattina prima della riunione Indelicato aveva ordinato ai suoi uomini di disperdersi per tutta New York: in caso l'incontro fosse andato male i suoi uomini avrebbero scatenato la faida e la vendetta. Appena entrati all'interno del locale Indelicato, Trinchera e Giaccone furono colpiti a morte, mentre Lino non fu ucciso perché era complice degli assassini. Il corpo di Indelicato fu ritrovato tre settimane dopo in un terreno di Ozone Park nel Queens, mentre i resti di Trinchera e Giaccone furono rinvenuti nel 2004.

### Il ritrovamento del corpo
Il 24 maggio del 1981 19 giorni dopo gli omicidi, alcuni ragazzini, mentre stavano giocando, ritrovarono un corpo. La polizia identificò il cadavere di Indelicato, e, quattro giorni dopo, Salvatore Valenti, genero dello stesso Indelicato, lo identificò ufficialmente. Suo figlio Anthony subito dopo gli omicidi era fuggito a Fort Lauderdale in Florida. Secondo l'agente dell'FBI Joe Pistone, e dei pentiti, gli autori degli omicidi furono: Dominick Napolitano, John Cersani, Joseph Massino, suo cognato Salvatore Vitale, Joseph DeSimone, Nicholas Santora, Louis Giongetti, Santo Giordano, Vito Rizzuto, e Gerlando Sciascia della fazione di Montréal. Subito dopo James Episcopia, Robert Capazzio e Benjamin Ruggiero, smembrarono i corpi di Indelicato, Trinchera e Giaccone e li seppellirono. Nel 2004 Joseph Massino, divenuto poi il boss della "famiglia", venne condannato per gli omicidi.

## Curiosità
- Nel film Donnie Brasco (1997), il personaggio di Indelicato è interpretato dall'attore Robert Miano.
- A differenza del film, Joe Pistone non partecipò all'omicidio.